# Мария Анна Моцарт
Мария Анна Валбурга Игнатия Моцарт („Нанерл“) (на немски: Maria Anna Walburga Ignatia Mozart, „Nannerl“, * 30 юли 1751 в Залцбург, † 29 октомври 1829 в Залцбург) е австрийска музикантка, по-голяма сестра на Волфганг Амадеус Моцарт и дъщеря на Леополд Моцарт и Анна Мария (род. Пертл).
Като млада участва като пианистка в концерти с нейния брат Волфганг Амадеус Моцарт в Европа. Още на единадесет години свири най-трудните сонати и концерти на пиано.
През 1784 г. Мария Анна се омъжва за по-големия с 15 години Йохан Баптист райхсфрайхер Берхтолд фон Зоненбург (1736–1801). Той е служебен последник на нейния дядо по майчина линия и затова живее с него в Санкт Гилген в неговото служебно жилище, родната къща на майка ѝ. Нейният съпруг довежда пет деца от два брака. Мария Анна ражда три деца: Леополд Алоис Панталеон (1785–1840), Жанета (1789–1805) и Мария Бабета (1790–1791).
След смъртта на съпруга си през 1801 г. тя се връща с двете си още живи деца Леополд и Жанета обратно в Залцбург. Там тя е много ценена учителка по пиано.
На 74 години Мария Анна Моцарт ослепява. След смъртта и през 1829 г. е погребана по нейно желание в гробището Петер (Petersfriedhof) в Залцбург.
Нейните дневници, писма и спомени са били и са ценни източници за изследването на Моцарт.